# Ernst Dunshirn
Ernst Dunshirn (* 6. Februar 1935 in Niederösterreich; † 17. März 2020 in Wien) war ein österreichischer Dirigent und  Chordirektor der Wiener Staatsoper.

## Leben
Dunshirn studierte in Wien und Frankreich Dirigieren und Kirchenmusik. Er leitete zunächst den Wiener Kammerchor, mit dem er in vielen europäischen Städten gastierte.
Ab 1974 wirkte Dunshirn als Chordirektor und Kapellmeister am Landestheater Linz. Als Chorleiter fungierte er bei den Salzburger Festspielen, außerdem in Bayreuth und Bregenz, aber auch in der Arena di Verona.
Als Konzert- und Operndirigent war er in Salzburg, Baden bei Wien und in Ulm aktiv, darüber hinaus aber auch an der Wiener Hofmusikkapelle. Dunshirn war auch Professor für Chorgesang an der Musikuniversität Wien.
1997 wurde Dunshirn an die Wiener Staatsoper berufen und wirkte dort bis 2007.
Seit 2008 ist dort seine Ehefrau, die Sopranistin Donna Ellen engagiert.